# Coleosoma pabilogum
Coleosoma pabilogum là một loài nhện trong họ Theridiidae.
Loài này thuộc chi Coleosoma. Coleosoma pabilogum được Alberto Barrion & James A. Litsinger miêu tả năm 1995.